# Stig-Olov Walfridson
Stig-Olov Walfridson, född 16 november 1962 i Fryksände församling i Värmlands län, är en rally- och rallycrossförare från Torsby.
Stig-Olov eller "Stecka" körde senast Division 1 i rallycross (Svenska och Europeiska mästerskapen). Senaste meriterna är SM-guld i rallycross 2009 & 2010 och seger i EM-deltävlingen i Höljes 2009.
Bröderna Per-Inge Walfridson och Lars Erik Walfridson var också framgångsrika rally- och rallycrossförare.
Walfridson bor idag i Karlstad och är aktiv i familjeföretagskoncernen Helmia. Han är VD för Helmia lastbilar.